# Скрипка Сергій Васильович
Скри́пка Сергі́й Васи́льович — старший сержант Збройних сил України.

## Нагороди
За особисту мужність і героїзм, виявлені у захисті державного суверенітету та територіальної цілісності України, вірність військовій присязі, відзначений — нагороджений
- 27 червня 2015 року — орденом «За мужність» III ступеня.